# When Can I See You Again?
«When Can I See You Again?» es una canción grabada por Owl City para la película animada Wreck-It Ralph del año 2012. Fue escrita y producida por Adam Young, con la participación de Matt Thiessen y Brian Lee.

## Video musical
El video musical abre con "Wreck-It Ralph" y "Fix-It Felix, Jr" en este conocido juego, tras la película, luego de perder, un joven aparece y comienza a cantar en la pantalla de una de éstas máquinas de video. Además, cuatro niñas jóvenes, caracterizadas como competidoras de la carrera de "Sugar Rush", de la película, bailan tras él y juegan en las máquinas. Entre tanto, aparecen clips de la película.
Por su parte, el escenario es propio de un juego de los años 1980, los objetos fueron caracterizados con pixeles, propio de la época; además se incluyen carteles como Winner o Money (Ganador y Monedas respectivamente) tal cual lo hacen en los juegos, además de aparecer monedas flotando y otros artículos propios de los arcade.

## Listas
"When Can I See You Again?" alcanzó el puesto N° 78 en la Canadian Hot 100 y el N° 11 en la Bubbling Under Hot 100 Singles.